# 粉顶果鸠
粉顶果鸠（學名：Ptilinopus regina）是一种非常漂亮的小型鸽类，它拥有粉红的头顶、绿色的翅膀、灰色的胸膛与橙黄色的腹部。体型约为20至25厘米，生活在澳大利亚西北和东北的雨林及丛林中。以水果、种子、昆虫等为食。每次产卵1枚，孵化期16至18天。